# Villa Titta Ruffo
Villa Titta Ruffo (nota anche come Villino Titta Ruffo) è un edificio di Roma situato in via Sassoferrato, nel quartiere Q. III Pinciano.

## Storia
Fu edificata intorno al 1919 come residenza unifamiliare per il celebre baritono Titta Ruffo, su progetto dell'ingegner Giovanni Sleiter, ad opera dell'impresa edile di Zeffiro Rossellini, prozio del celebre regista Roberto.
Il complesso è anche noto come villa Zanardo, in seguito ad un passaggio di proprietà effettuato in data imprecisata.

## Descrizione
Si trova in una delle zone di maggior pregio della capitale, alle estreme pendici occidentali dei Monti Parioli.
L'edificio, di notevoli dimensioni, è costituito da più corpi eterogenei assemblati in maniera contigua ma asimmetrica intorno ad un tronco centrale di cinque piani fuori terra. Due torrette a sezione quadrata si innalzano sul complesso.
Da un punto di vista stilistico, il villino Titta Ruffo, che è realizzato in materiale composito (tufo, pietra grigia, mattone a vista), si ispira ad un tardo liberty combinato con elementi dell'architettura vernacolare mediterranea, quali terrazze, logge ed altane.
Il parco, assai vasto, presenta oggi varie specie superstiti dell'impianto originario, tra cui pini domestici e palme ad alto fusto.